# 金沢地区製鉄遺跡群
金沢地区製鉄遺跡群（かねざわちくせいてついせきぐん）は、福島県南相馬市原町区金沢に所在する大規模な古代製鉄関連遺跡群である。

## 立地
南相馬市原町区の北東部に所在し、同市鹿島区に近接する。古代陸奥国行方郡の管轄域にあったと考えられ、『和名抄』所載郷の「真吹郷」に立地していたと推定される。遺跡郡周辺には、行方郡の郡衙所在地とされる泉官衙遺跡（泉廃寺跡）や金銅製双魚佩や馬具の出土で知られる真野古墳群がある。
近接する烏崎海岸は砂鉄を多く含み、素材鉄は沿岸部で採集されたこれら「浜砂鉄」であろうと考えられる。同様に、新地町の武井地区製鉄遺跡群もまた、金沢地区とならぶこの地方の同時代における大規模な製鉄関連遺跡群である。

## 広がり・構成
東北電力原町火力発電所の建設工事に先立ち1990年代前半に大規模発掘調査された。
発掘調査の終わったものだけでも11遺跡、22万4960平方メートルにおよび、検出された木炭窯は152基、土坑606基、製鉄炉123基、鍛冶炉20基、竪穴建物跡139棟、掘立柱建物跡30棟、墳墓14基、須恵器窯1基などである。出土した鉄滓の量はおよそ626トンにのぼる。炭窯年代は、7世紀中葉から10世紀前葉があてられている。